# Caucasian Review of International Affairs
Caucasian Review of International Affairs (Kurzform: CRIA) ist eine internationale, englischsprachige Fachzeitschrift, die in Frankfurt am Main quartalsweise herausgegeben wird. 

## Beschreibung
Der Caucasian Review of International Affairs (CRIA) ist eine unabhängige und freie Online-Zeitschrift mit Sitz in Deutschland, die 2008 im zweiten Jahrgang erscheint. Der CRIA hat eine politikwissenschaftliche Ausrichtung im Fach Internationale Beziehungen. In der Zeitschrift fokussiert man auf die politischen, ökonomischen, rechtlichen und sicherheitspolitischen Fragen der gegenwärtigen internationalen Beziehungen und die Entwicklungen in den südkaukasischen Staaten. Das Ziel ist es, mit fundierten wissenschaftlichen Forschungen in verschiedenen Bereichen ein besseres Verständnis der Region Südkaukasus weltweit zu fördern. 
Autoren der Zeitschrift sind renommierte Wissenschaftler, Politiker und Publizisten aus der Region und dem Ausland. Die Zeitschrift publiziert neben wissenschaftlichen Artikeln auch Essays, Buchbesprechungen und Interviews. Die zur Veröffentlichung eingereichten und von der Redaktion für geeignet gehaltenen Aufsätze werden in einem anonymisierten Peer-Review geprüft.
Seit dem Winter 2008 erscheint die Zeitschrift in einem neuen Format und mit einer umgestalteten Webseite.